# Carboxylase
La carboxylase est une enzyme qui catalyse une réaction de carboxylation. Elle fixe le dioxyde de carbone (qui est oxydé) en carbone organique (qui est réduit) et assure ainsi l'incorporation du CO2 dans les molécules intermédiaires notamment pour la synthèse de glucides. Contrairement aux réactions de décarboxylations qui permettent de gagner de l'énergie, les carboxylations sont coûteuses (endergoniques), c'est-à-dire qu'elles ne peuvent se réaliser que grâce à une dépense d'énergie (en général fournie par la déphosphorylation d'une molécule d'adénosine triphosphate).

## Exemples de carboxylases
Il existe de nombreuses carboxylases différentes dans le monde vivant. La principale carboxylation du monde vivant est effectué par les plantes grâce à la rubisco, réputée pour être l'enzyme la plus abondante sur la planète. Chez les animaux, les carboxylations sont beaucoup plus rares, et ont besoin de la biotine comme cofacteur.
- Rubisco
- Acétyl-CoA carboxylase
- Méthylcrotonyl-CoA carboxylase
- Propionyl-CoA carboxylase
- Pyruvate carboxylase. Cette enzyme va transformer un pyruvate, en lui ajoutant du CO2 en un oxaloacétate. Cette enzyme a besoin de la vitamine B8. Cette réaction nécessite un apport d'énergie de la part de l'organisme (consommation d'ATP) et elle se déroule dans le foie.

## Pour plus d'information
- Le pyruvate
- La Acide oxaloacétique
- La Néoglucogenèse
- Le cycle de Krebs